# اناستازیو، لودز ویوودشیپ
اناستازیو، لودز ویوودشیپ (به لاتین: Anastazew, Łódź Voivodeship) یک منطقهٔ مسکونی در لهستان است که در Gmina Parzęczew واقع شده‌است.